# Olbicella
Olbicella è una frazione del comune di Molare. Situata alle pendici del Monte Rotondo, segue il percorso sinuoso del torrente Orba.

## Toponimo
Il toponimo Olbicella deriverebbe, secondo alcuni linguisti, dalla radice protoindoeuropea *alb- (o hal-bh, acqua).

## Storia

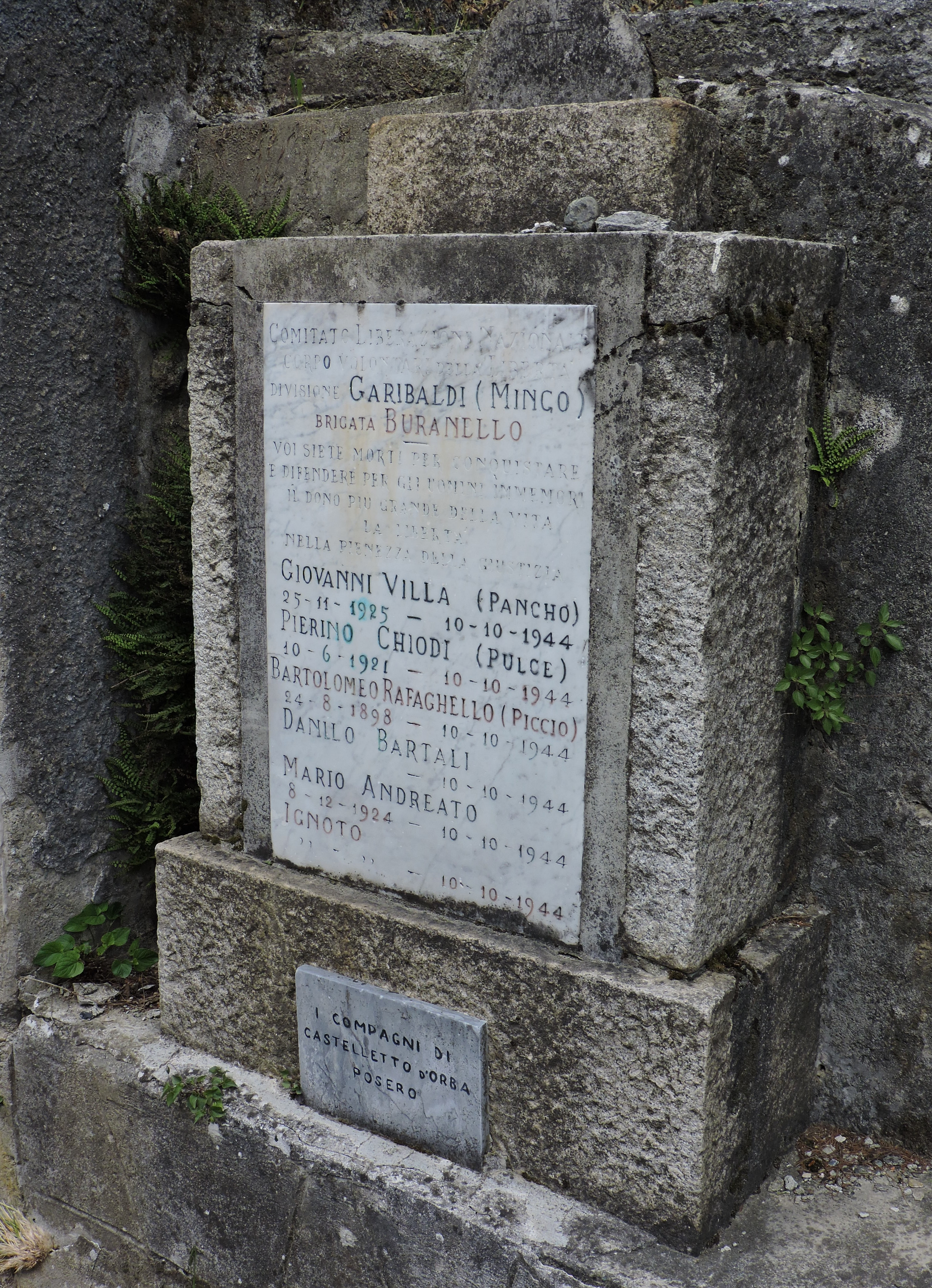
Lapide ai partigiani

Durante la seconda guerra mondiale, fu teatro di un combattimento fra truppe della Germania nazista e partigiani italiani. Il 10 ottobre 1944 una colonna di tedeschi raggiunse la frazione, ed avuta la meglio nei due attacchi sferrati dai partigiani, occupò il paese. Furono incendiate case e furono impiccati alcuni partigiani.

## Manifestazioni
- Festa patronale di San Lorenzo: da decenni la festa gastronomica del paese nel fine settimana prossimo al 10 agosto.

## Galleria d'immagini

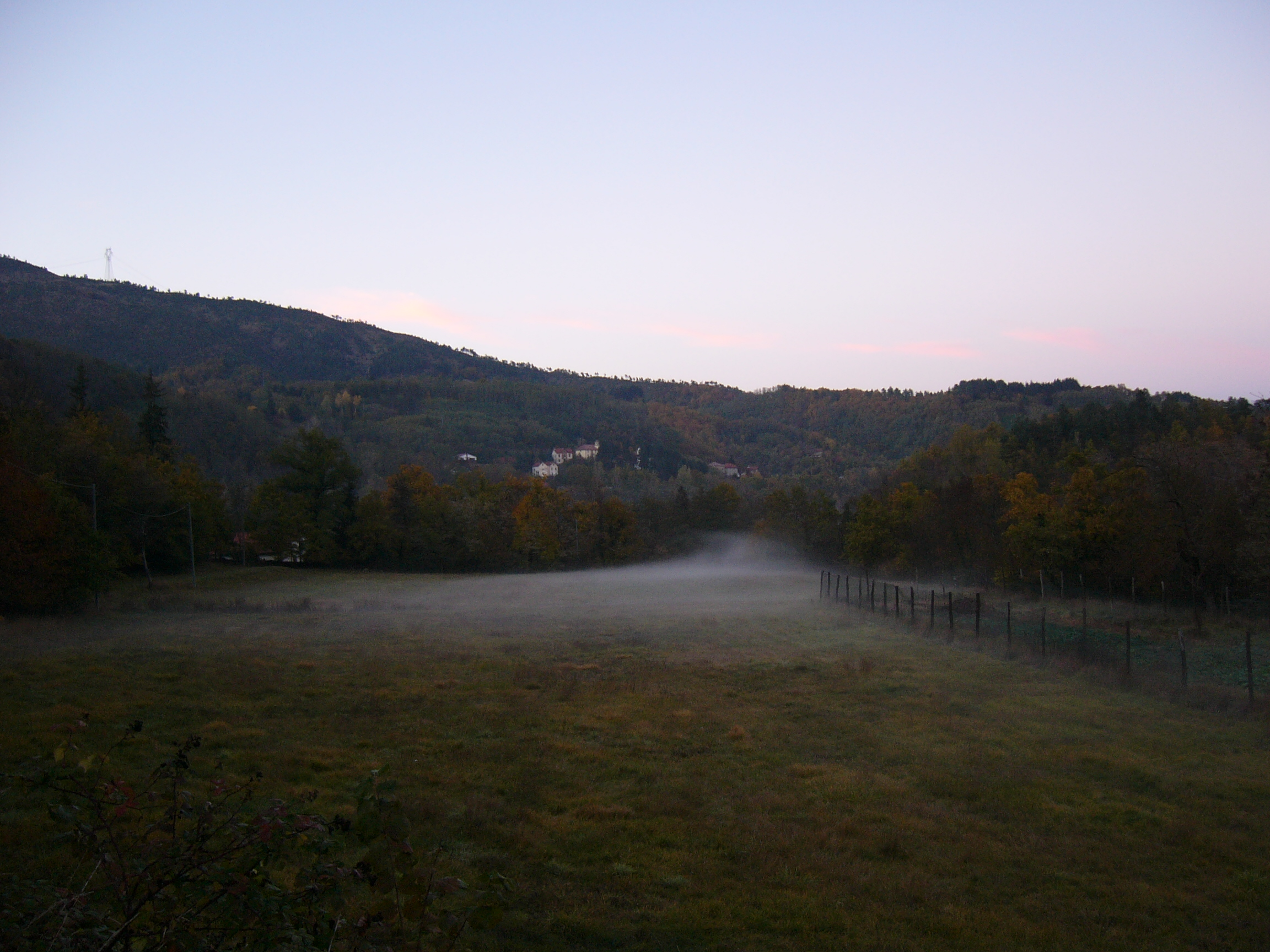
Le campagne di Olbicella
L'Albergo Talin
Olbicella in una cartolina d'epoca
Olbicella e Monte Rotondo in una cartolina d'epoca
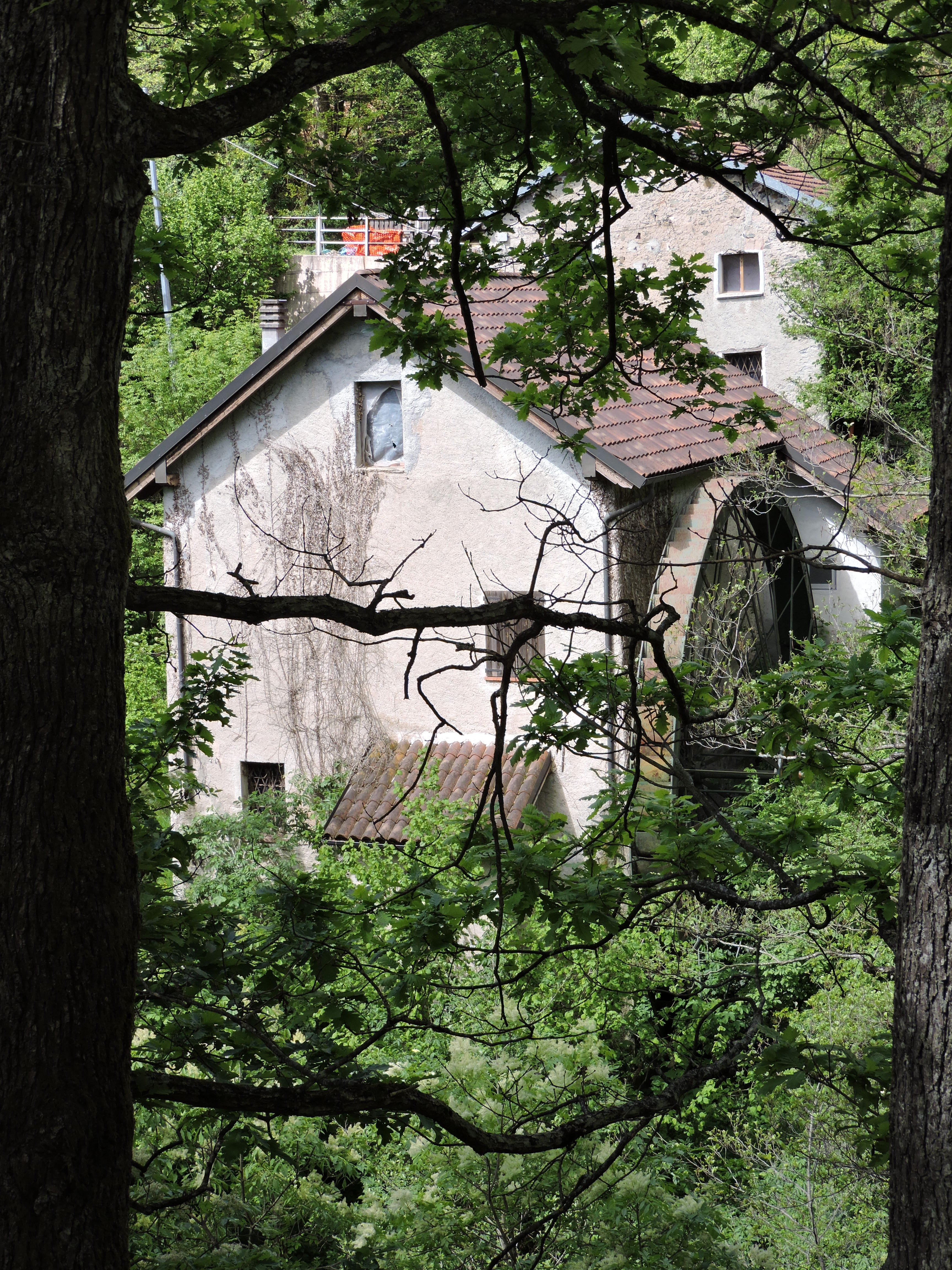
Il vecchio mulino